# 12391 Ecoadachi
12391 Ecoadachi este un asteroid din centura principală de asteroizi.

## Descriere
12391 Ecoadachi este un asteroid din centura principală de asteroizi. A fost descoperit pe 26 noiembrie 1994 la Kitami de Kin Endate și Kazuro Watanabe. Asteroidul prezintă o orbită caracterizată de o semiaxă mare de 2,75 ua, o excentricitate de 0,22 și o înclinație de 9,1° în raport cu ecliptica.